# Орбітальний апарат

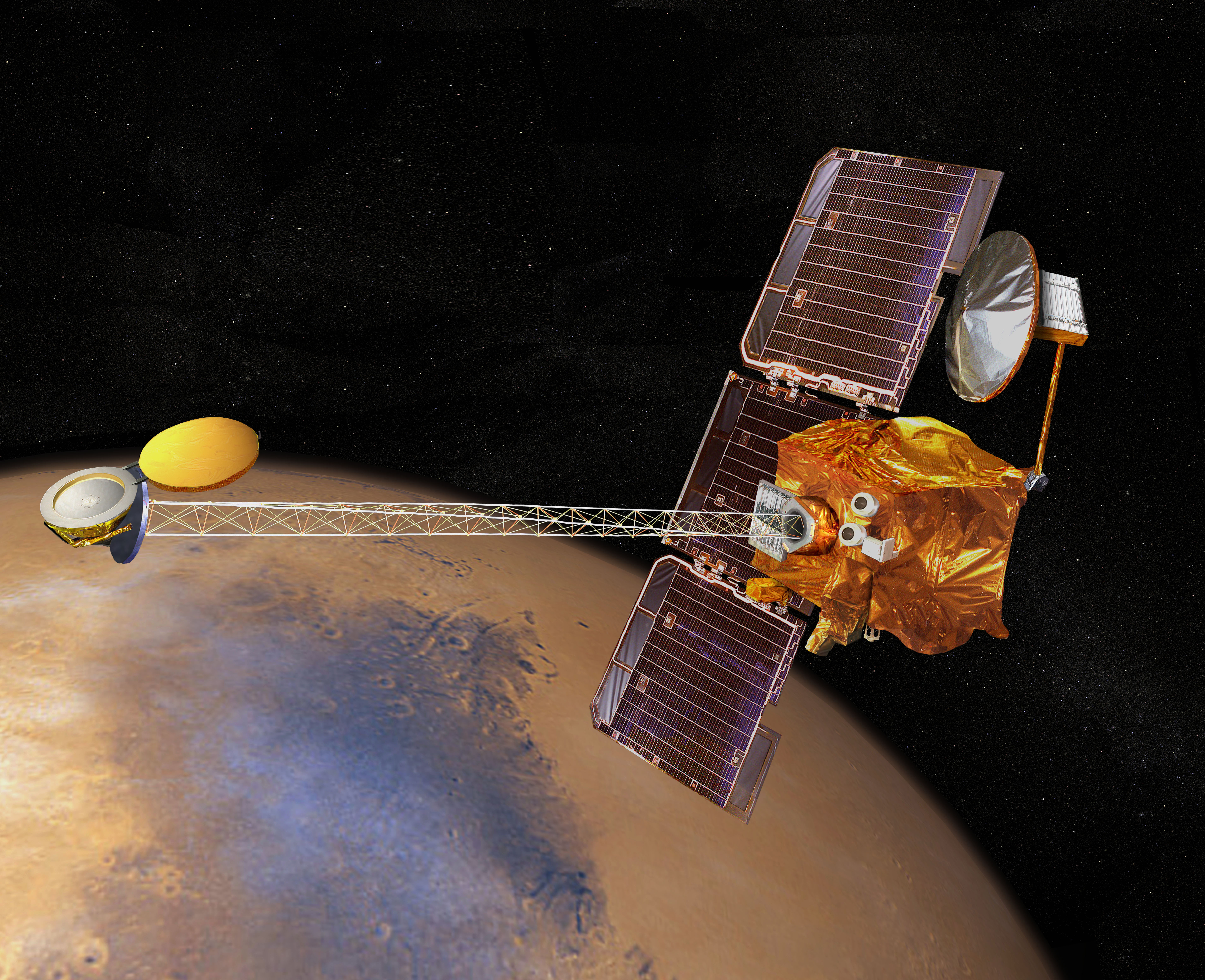
Орбітальний апарат «Марс Одіссей»

Орбітальний апарат — це безпілотний космічний апарат для дослідження планети або іншого небесного тіла з орбіти навколо цього тіла.

## Призначення
Орбітальні апарати за допомогою дистанційних методів (оптичних, радіофізичних тощо) можуть досліджувати значну частину планети (тоді як посадкові модулі і планетоходи отримують детальніші дані про атмосферу і поверхню, але тільки в районі місця посадки). Найкращим є використання орбітального апарата в поєднанні зі спускним. У такому випадку зібрані дані доповнюють один одного.

## Список орбітальних апаратів
Успішно працювали (або ще працюють) орбітальні апарати відповідно до об'єктів їх вивчення (у порядку запуску):

### Астероїди
- NEAR Shoemaker — запущено НАСА в 1996 році до астероїда Ерос. Став першим штучним супутником астероїда і першим апаратом, який здійснив посадку на астероїд. По дорозі до Еросу досліджував астероїд Матильда. Пропрацював до 28 лютого 2000 року.

- «Хаябуса» — апарат Агентства аерокосмічних досліджень Японії (JAXA). Запущений у 2003 році для вивчення астероїда Ітокава і доставки зразка його ґрунту на Землю. Незважаючи на ряд проблем, забір ґрунту був здійснений, і 13 червня 2010 року апарат увійшов в атмосферу Землі і скинув спускну капсулу.

### Венера
- «Венера-9» і «Венера-10»
- «Піонер-Венера-2»
- «Венера-15»
- «Венера-16»
- «Магеллан»
- «Венера-експрес»

### Марс
- «Марінер-9»
- «Марс-2»
- «Марс-3»
- «Марс-5»
- «Вікінг-1»
- «Вікінг-2»
- «Фобос-2»
- Mars Global Surveyor
- «Марс Одіссей»
- «Марс-експрес»
- Mars Reconnaissance Orbiter
- Mars Science Orbiter

### Меркурій
- MESSENGER

### Місяць
- «Луна-10»
- «Експлорер-33[en]»
- «Лунар орбітер — 1[en]»
- «Луна-11[ru]»
- «Луна-12[ru]»
- «Лунар орбітер — 2[en]»
- «Лунар орбітер — 3»
- «Лунар орбітер — 4»
- Експлорер-35
- «Лунар орбітер — 5»
- «Луна-14[ru]»
- «Луна-19[ru]»
- «Експлорер-49[en]»
- «Луна-22[ru]»
- «Хітен[en]»
- «Клементина»
- Lunar Prospector
- «Смарт-1»
- Кагуя (SELENE)
- «Чан'е-1»
- «Чандраян-1» — запущений 22 жовтня 2008 року з індійського стартового майданчика Шрихарикота. 12 листопада 2008 року виведений на розрахункову навколомісячну орбіту. Серед завдань — пошук корисних копалин і запасів льоду в полярних регіонах Місяця, а також складання тривимірної карти поверхні[2].

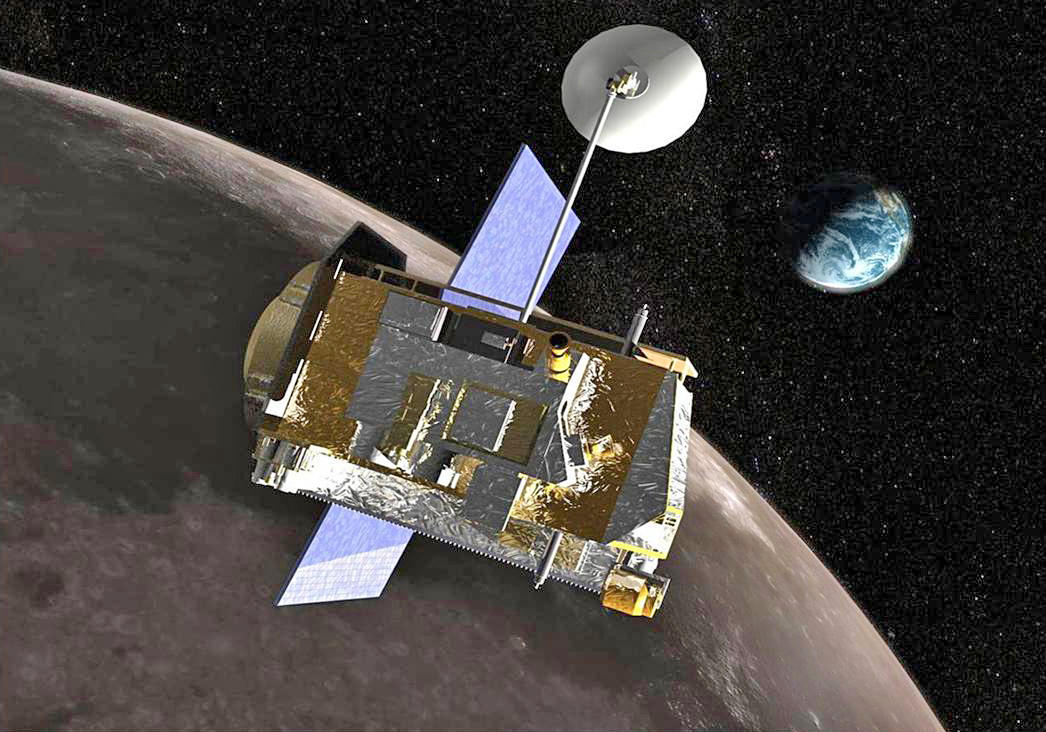

- Lunar Reconnaissance Orbiter — запуск відбувся 19 червня 2009 року. 23 червня 2009 року апарат вийшов на місячну орбіту. Запланований термін основної місії — 1 рік, додаткової — до 5 років. До завдань апарата входить[3]: — вивчення місячної глобальної топографії; — вимірювання радіації на місячній орбіті; — вивчення місячних полярних регіонів, що включає в себе пошук покладів водяного льоду та дослідження параметрів освітленості; — складання надточних карт з нанесенням об'єктів не менше 0,5 метра з метою знайти найкращі посадочні майданчики.

- LCROSS

### Сатурн
- «Кассіні — Гюйгенс»

### Сонце
- «Піонер-5»
- «Піонер-6», «Піонер-7», «Піонер-8» і «Піонер-9»[en]
- «Геліос-1» і «Геліос-2»[en]
- «Міжнародний дослідник комет»
- «Улісс»
- WIND[en]
- SOHO
- Genesis
- STEREO

### Юпітер
- «Галілео» — апарат був запущений в 1989 році і пропрацював до 2003 року, провівши безліч досліджень Юпітера і його супутників. Став першим і єдиним апаратом, який вийшов на орбіту Юпітера, який вивчав цю планету тривалий час і скинули в її атмосферу спусковий зонд.